# Theodore William Moody
Theodore William Moody, né le 26 novembre 1907 et mort le 11 février 1984, est un historien irlandais. 

## Biographie
Il a été professeur d'histoire moderne à Trinity College de Dublin, de 1940 à 1977. Il est l'un des fondateurs des Irish Historical Studies et du Comité irlandais  des sciences historiques (The Irish Committee of Historical Sciences).